# Niveaspis hempeli
Niveaspis hempeli är en insektsart som först beskrevs av Ernest Lepage 1935.  Niveaspis hempeli ingår i släktet Niveaspis och familjen pansarsköldlöss. Inga underarter finns listade i Catalogue of Life.